# Kaatje (Schiff, 1980)
Das Seenotrettungsboot (SRB) Kaatje war ein Boot der 7-Meter-Klasse der Deutschen Gesellschaft zur Rettung Schiffbrüchiger (DGzRS).
Im Gegensatz zu den in den Jahren 1971 und 1972 in Dienst gestellten Neukonstruktionen dieser Klasse handelt es sich bei der Kaatje um das ehemalige Tochterboot Mellum des Seenotkreuzers Eiswette. Dieses Boot wurde im Jahre 1980 von der Schweers-Werft in Bardenfleth unter der Baunummer 6441 gebaut.
Die DGzRS-interne Bezeichnung lautete KRT 12.

## Namensgebung
Kaatje ist ein friesischer Frauenname; die Benennung des Bootes mit diesem Namen drückt die Verbundenheit der DGzRS zur deutschen Küste aus.

## Technische Ausstattung
Das Seenotrettungsboot war mit Funkanlagen, Echolot, Radar, GPS, Fremdlenzpumpe und einer Bergungspforte ausgestattet.

## Stationierungen

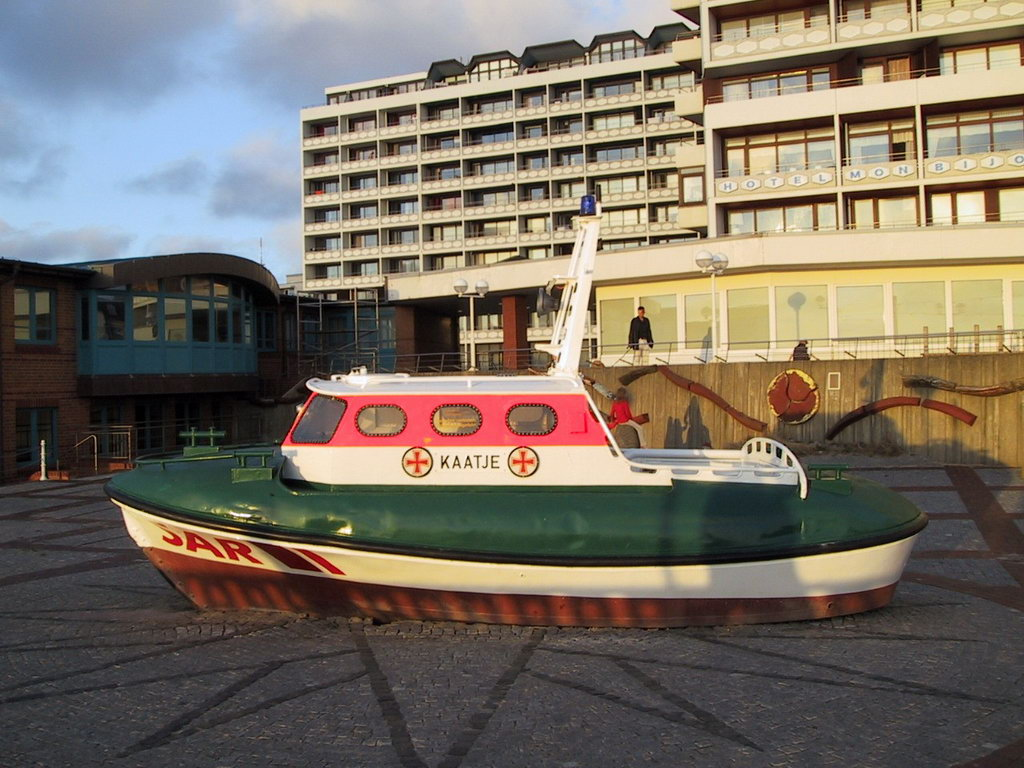
2002 in Westerland/Sylt

Nach dem Ende des Einsatzes als Tochterboot wurde es im Januar 1990 nach Fedderwardersiel verlegt, wo es bis Oktober 1993 blieb. Die Verlegung nach Maasholm erfolgte am 1. März 1994. Dort endete die Einsatzzeit am 21. April 2000, der die Außerdienststellung des Bootes zum 11. Juli 2000 folgte.
Die Kaatje ist seit 2002 auf der Kurpromenade auf Westerland/Sylt ausgestellt.